# Academia Phillips

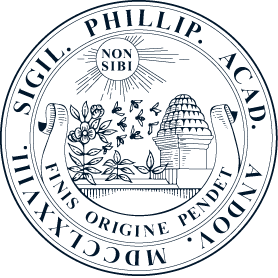
selo da escola

A Phillips Academy (também conhecida como PA, Phillips Academy Andover, ou simplesmente Andover ) é uma escola coeducacional preparatória para a universidade para alunos internos e externos da 9ª à 12ª série, juntamente com um ano de pós-graduação . A escola fica em Andover, Massachusetts, Estados Unidos, 25 milhas ao norte de Boston . A Phillips Academy tem 1.131 alunos, e é altamente seletiva, aceitando apenas 9% para o ano letivo de 2022–2023. Faz parte da Eight Schools Association e da Ten Schools Admissions Organization, bem como do G30 Schools Group .
Fundada em 1778, Andover é uma das mais antigas escolas secundárias incorporadas nos Estados Unidos. Ele educou uma longa lista de ex-alunos notáveis ao longo de sua história, incluindo os presidentes americanos George HW Bush e George W. Bush, chefes de estado estrangeiros, vários membros do Congresso, cinco ganhadores do Nobel e seis ganhadores da Medalha de Honra . Foi referido por muitas fontes contemporâneas como o internato de elite da América.
Tornou-se mista em 1973, ano em que se fundiu com a escola feminina vizinha Abbot Academy.

## Ex-alunos notáveis

George H. W. Bush
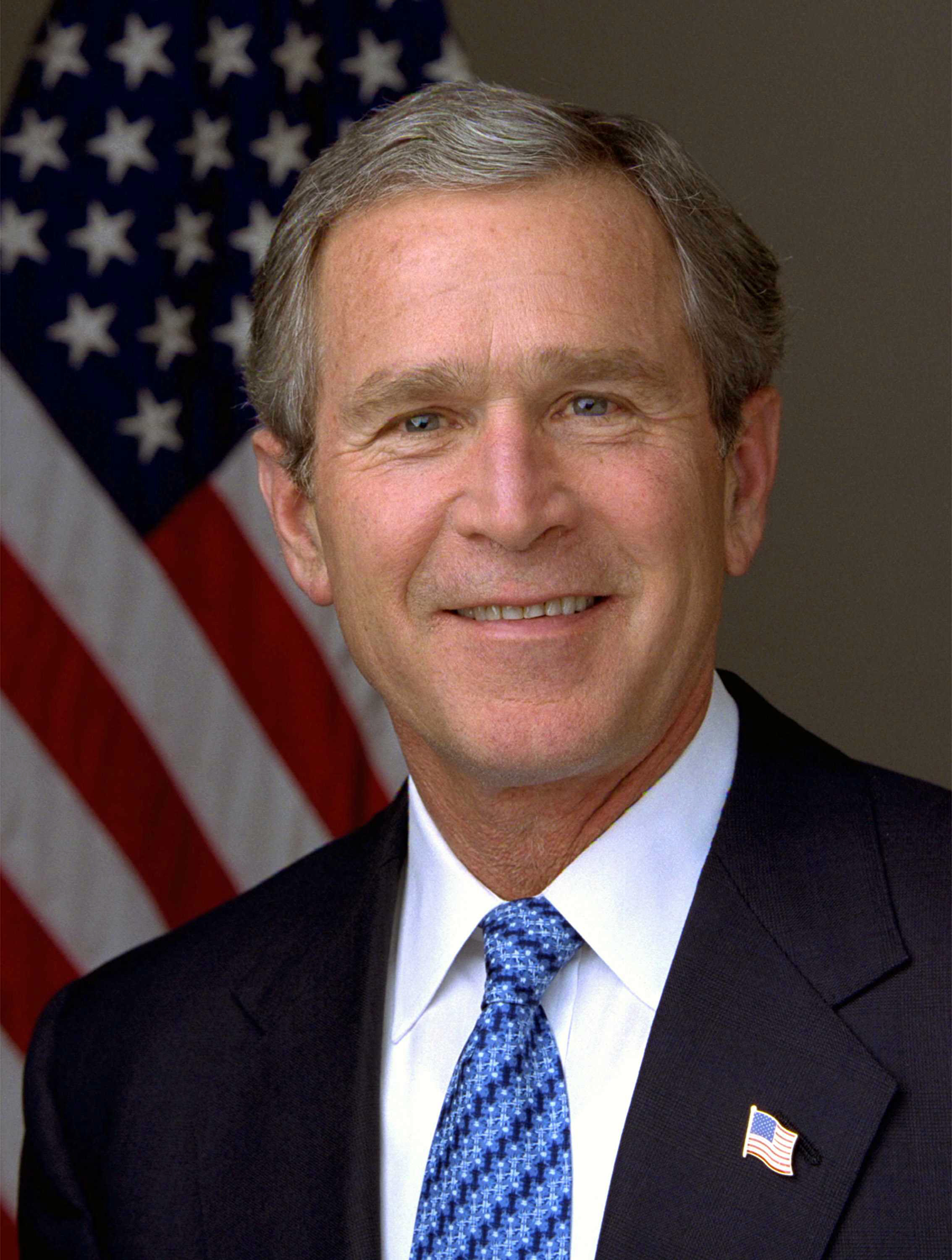
George W. Bush
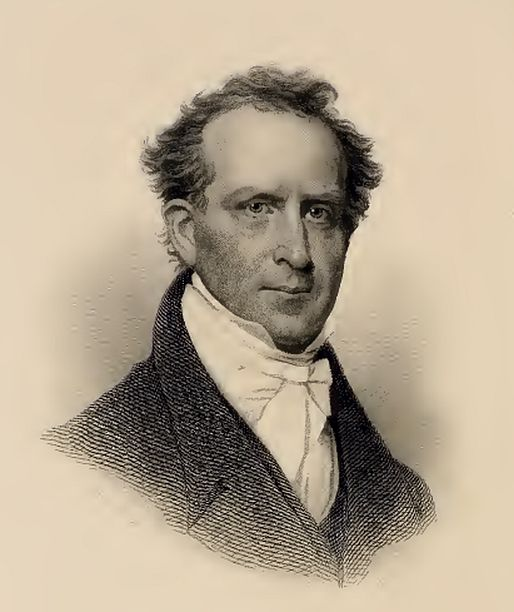
Josiah Quincy III
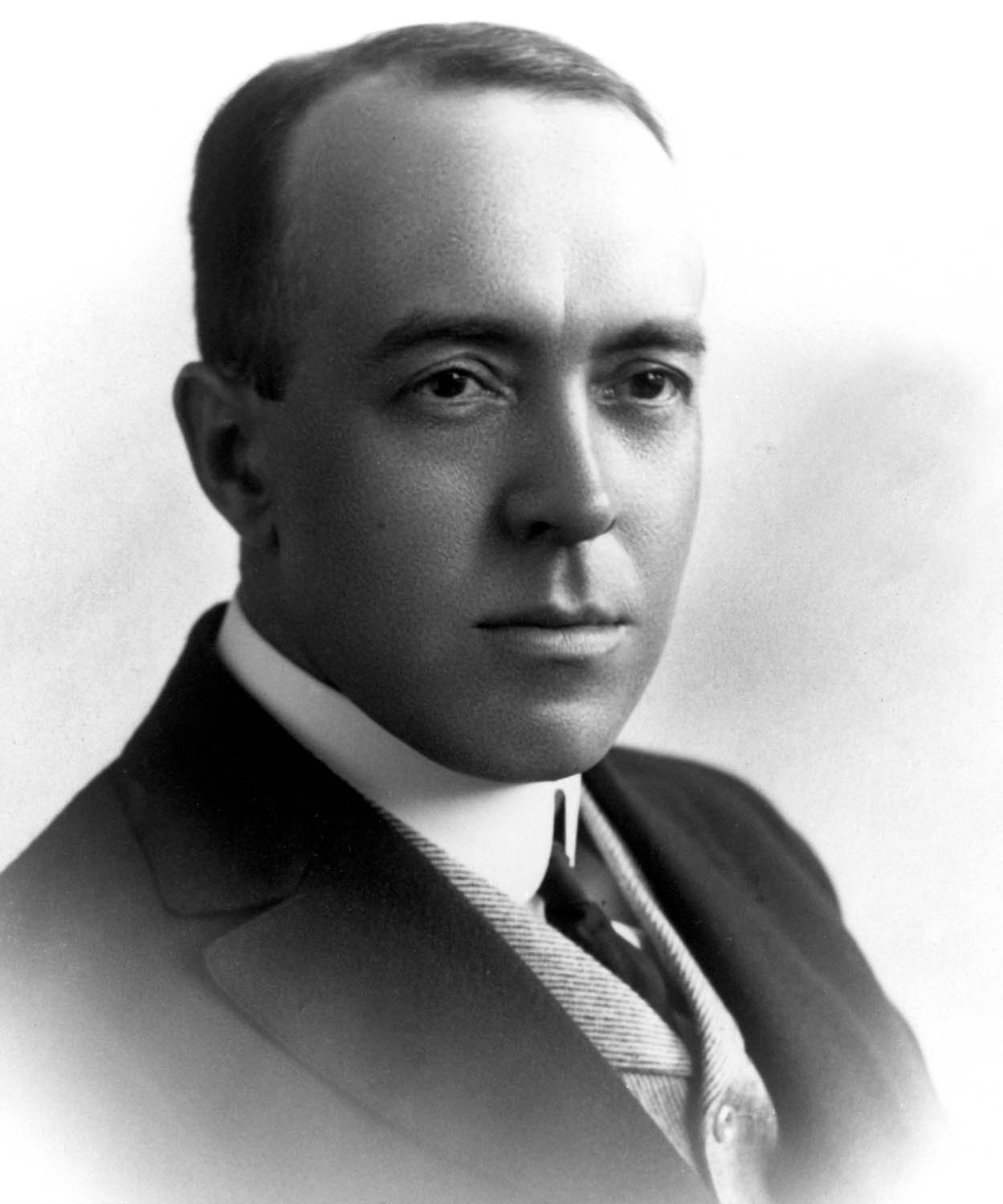
Edgar Rice Burroughs
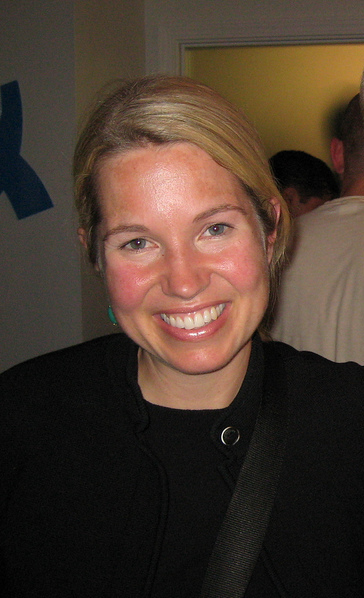
Jessica Livingston
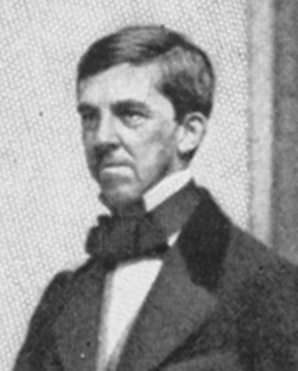
Oliver Wendell Holmes
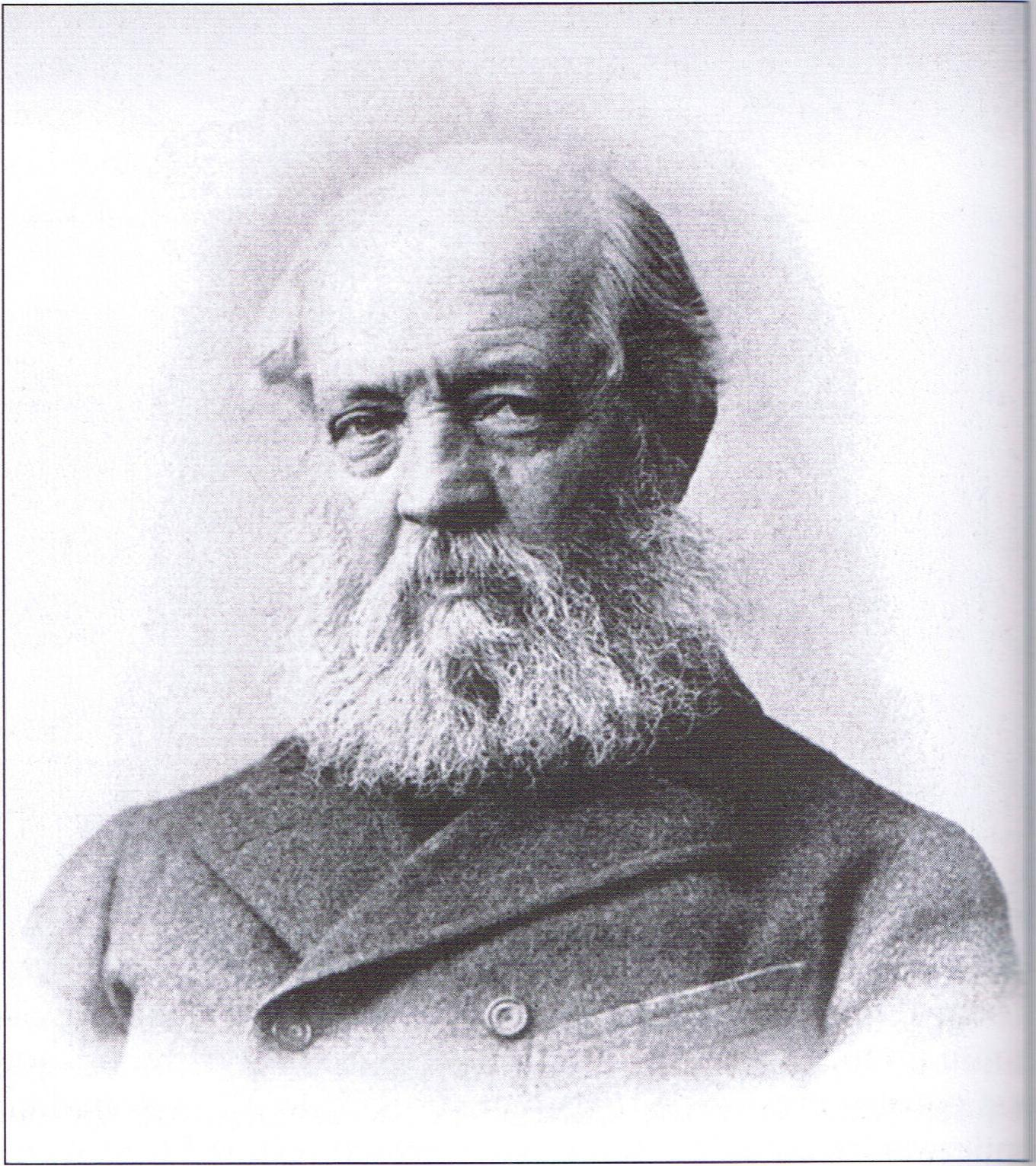
Frederick Law Olmsted
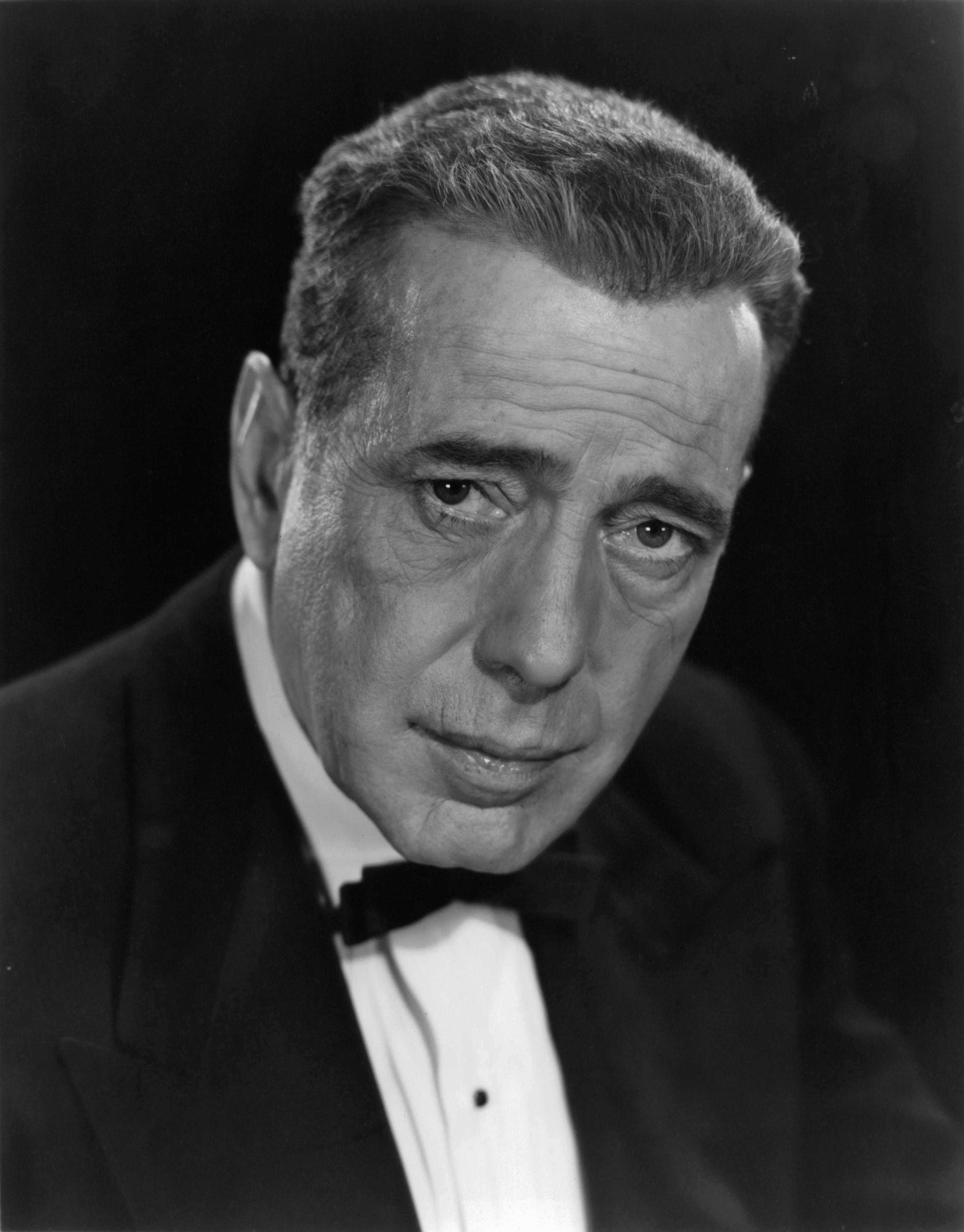
Humphrey Bogart
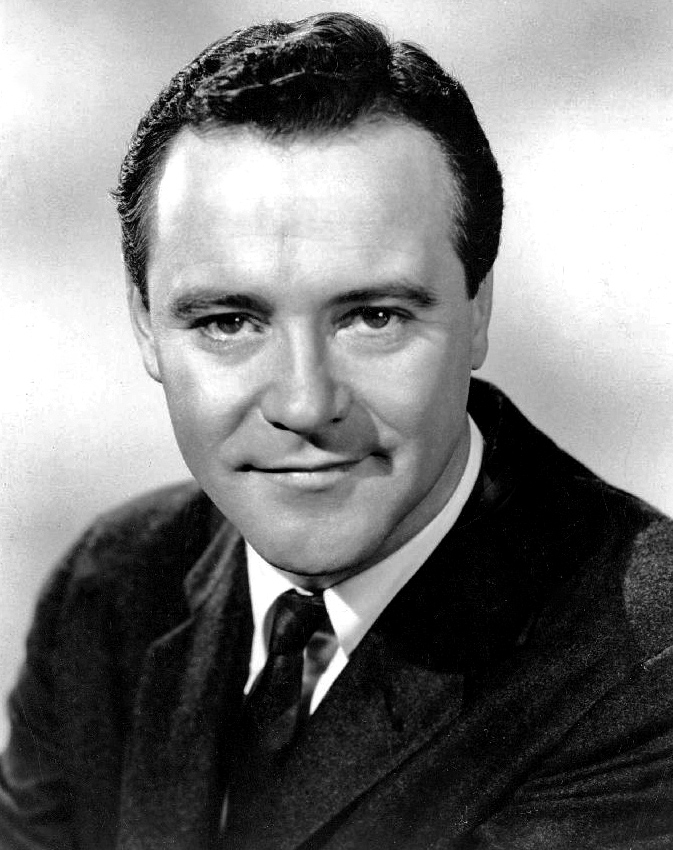
Jack Lemmon
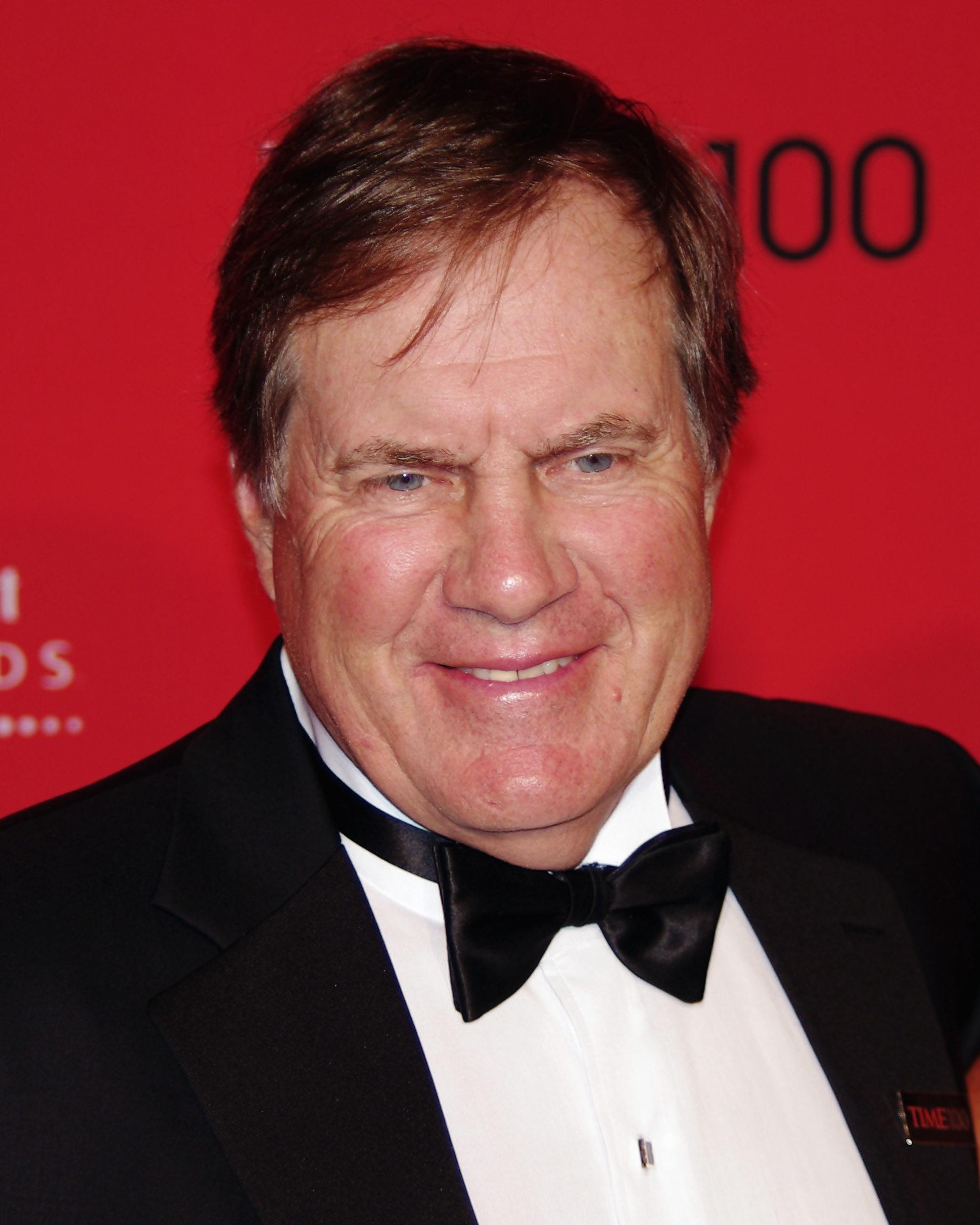
Bill Belichick
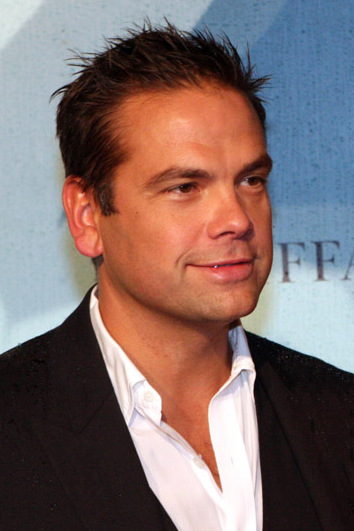
Lachlan Murdoch